# غوشين (كونيتيكت)
غوشين (بالإنجليزية: Goshen, Connecticut)‏ هي بلدة أمريكية تقع في الولايات المتحدة في كونيتيكت. يقدر عدد سكانها بـ 3,092 نسمة ومساحتها 117.1 كم2 وترتفع عن سطح البحر 402 متر.

## أعلام
- فريدريك مايلز
- أساف هول
- صموئيل ليمان
- ويليام ر. بروستر
- دانيال إس. ديكنسون